# Liste global systemrelevanter Versicherungsunternehmen
Die Liste global systemrelevanter Versicherungsunternehmen (englisch List of Global Systemically Important Insurers – G-SIIs) war eine vom Financial Stability Board (FSB; deutsch auch Finanzstabilitätsrat) herausgegebene Erfassung der weltweit systemrelevanten Versicherer. Die global systemrelevanten Versicherungen waren eine Untergruppe der systemrelevanten Finanzinstitute (englisch Systemically Important Financial Institutions – SIFIs).

## Geschichte
Wie mit der Liste global systemrelevanter Banken sollen systemische und aus Moral Hazard entstehende Probleme eingedämmt werden. Die Liste und die dazugehörige Methodik wurden erstmals im Juli 2013 vorgestellt und seitdem jährlich in Abstimmung mit der International Association of Insurance Supervisors und den nationalen Behörden aktualisiert und im November jeden Jahres veröffentlicht. Es sollte jedes Jahr Neuein- und Austragungen geben können, auch die Zahl der erfassten Versicherungen war nicht festgelegt.
2017 und 2018 wurde im Zusammenhang mit der parallelen Entwicklung des IAIS Holistic Frameworks auf eine Aktualisierung verzichtet. Nach der Verabschiedung des Holistic Frameworks erklärte das FSB im November 2019, dass es in Absprache mit der IAIS und den relevanten nationalen Behörden bis 2022 anhand der ersten Jahre der praktischen Erfahrung prüfen werde, ob die jährliche Identifizierung von G-SIIs durch das FSB wieder eingeführt werden sollte. Letztlich wurde Ende 2022 beschlossen, die jährliche Identifizierung von G-SIIs einzustellen und dass Überlegungen zum systematischen Risiko im Versicherungssektor fortan auf Basis der im Rahmen des Holistic Framework verfügbaren Bewertungen erfolgen sollen.

## Geplante Maßnahmen
Die auf der Liste genannten Versicherer mussten bzw. sollten sich diesen Maßnahmen unterwerfen müssen:
- Höhere Verlustabsorptionskapazität (Higher loss absorbency, HLA) ab 2019
- Strengere Aufsicht
- Ausarbeitung von Sanierungs- und Abwicklungsplänen

## Liste bei letzter Erhebung 2016
| Versicherer                  | Land                   | gelistet seit |
| ---------------------------- | ---------------------- | ------------- |
| Aegon                        | Niederlande            | 2015          |
| Allianz SE                   | Deutschland            | 2013          |
| American International Group | Vereinigte Staaten     | 2013          |
| Aviva                        | Vereinigtes Königreich | 2013          |
| Axa                          | Frankreich             | 2013          |
| MetLife                      | Vereinigte Staaten     | 2013          |
| Ping An Insurance            | Volksrepublik China    | 2013          |
| Prudential Financial         | Vereinigte Staaten     | 2013          |
| Prudential plc               | Vereinigtes Königreich | 2013          |

## Ehemals enthaltene Versicherer
Vormals wurde folgender Versicherer vom FSB als global systemrelevant eingeschätzt:
| Versicherer            | Land    | von  | bis  |
| ---------------------- | ------- | ---- | ---- |
| Assicurazioni Generali | Italien | 2013 | 2014 |